# Bečkov
Bečkov (německy Potschendorf) je vesnice, součást obce Bernartice v okrese Trutnov. Leží ve stejnojmenném katastrálním území o rozloze 3,45 km2.

## Historie
V letech 1869–1930 byla samostatnou obcí a v letech 1950–1980 byla vesnice součástí obce Bernartice.

## Obyvatelstvo
| Rok            | 1869 | 1880 | 1890 | 1900 | 1910 | 1921 | 1930 | 1950 | 1961 | 1970 | 1980 | 1991 | 2001 | 2011 | 2021 |
| -------------- | ---- | ---- | ---- | ---- | ---- | ---- | ---- | ---- | ---- | ---- | ---- | ---- | ---- | ---- | ---- |
| Počet obyvatel | 481  | 380  | 340  | 310  | 257  | 244  | 211  | 32   | 44   | 33   | 4    | 3    | 9    | 10   | 11   |
| Počet domů     | 61   | 62   | 60   | 58   | 58   | 56   | 54   | 47   | .    | 9    | 3    | 15   | 4    | 7    | 9    |

## Pamětihodnosti
- Nad BečkovemKaplička

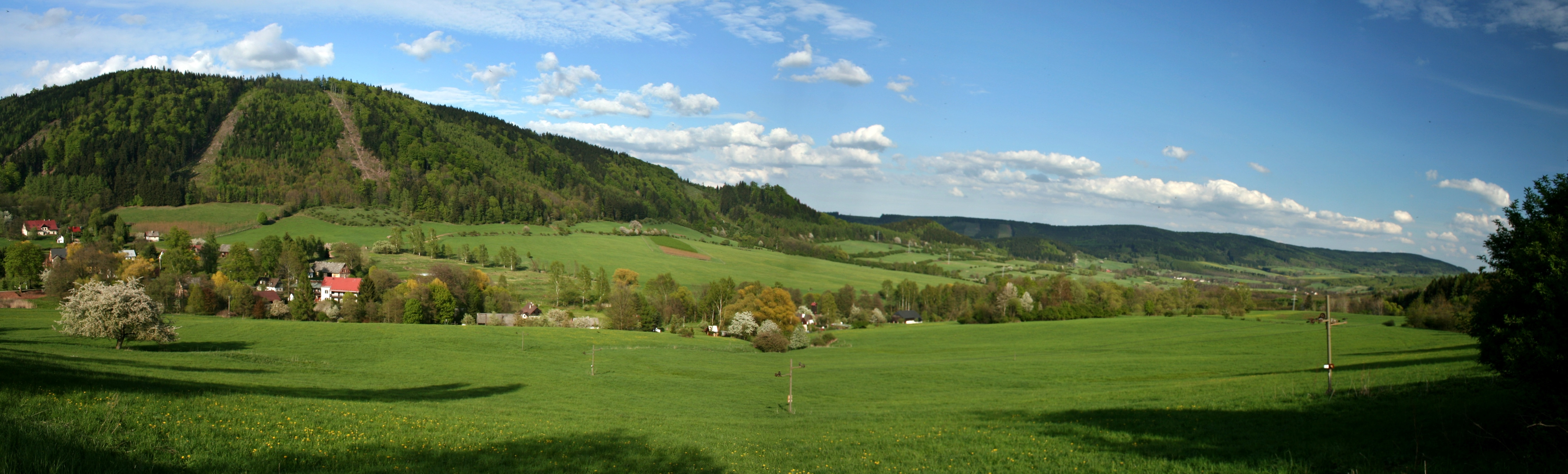
Nad Bečkovem

- Bečkovský vodopád, vzdálený asi 1 km od Bečkova, v těsné blízkosti státní hranice

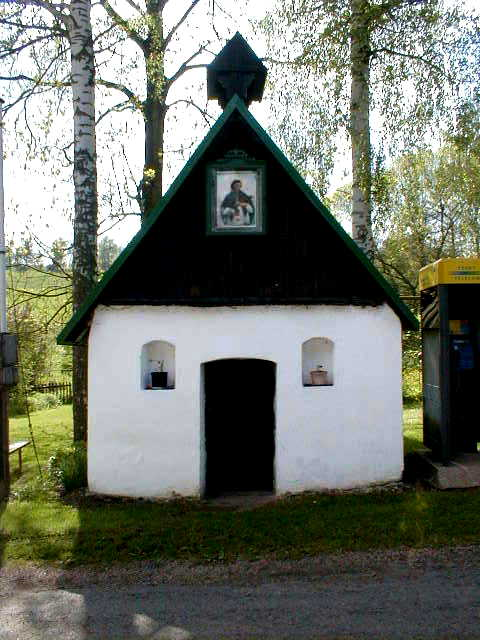
Kaplička
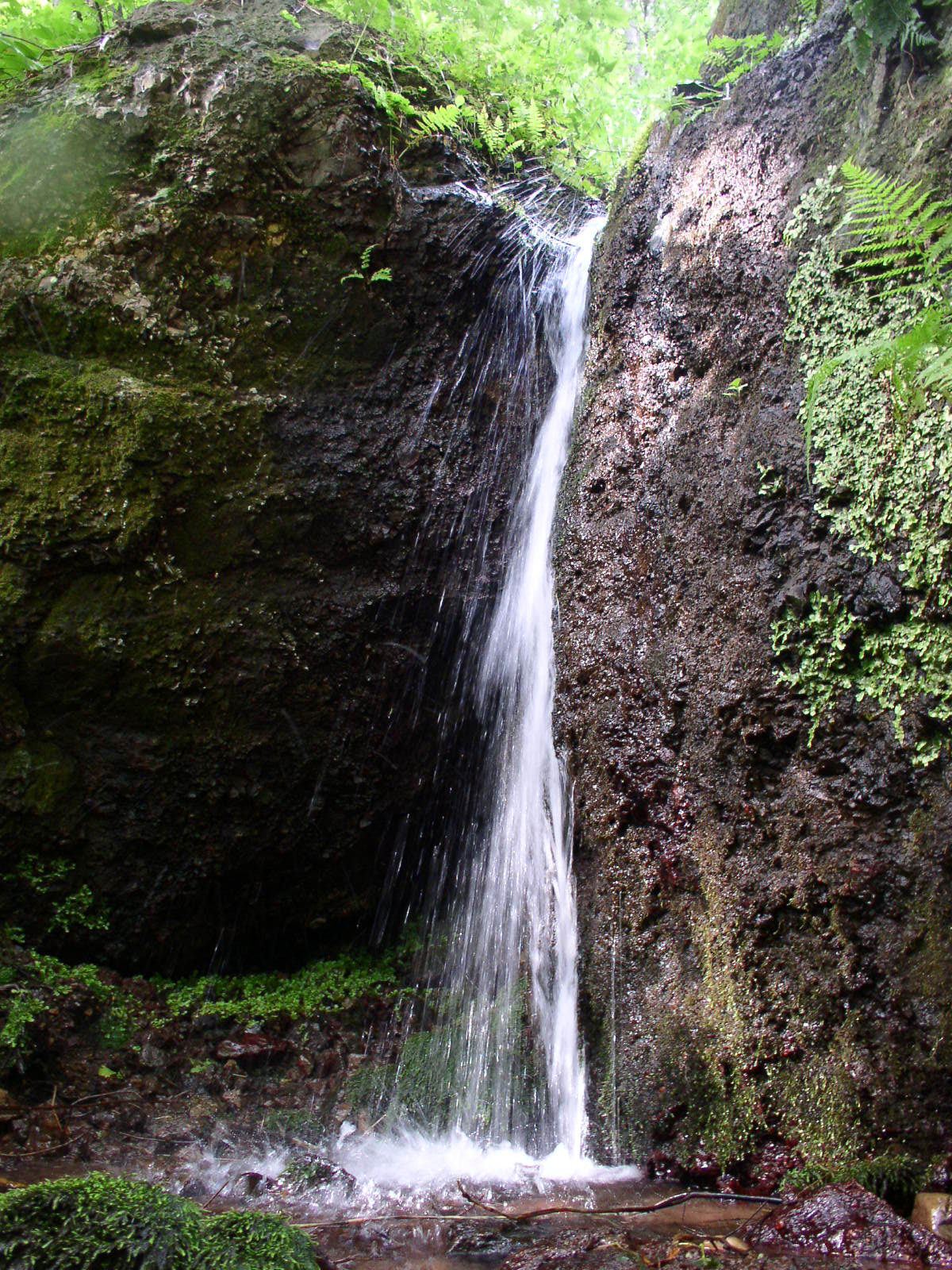
Bečkovský vodopád